# Georg Adam
Georg Adam (* 1784 oder 1785 in Nürnberg; † 27. Februar 1823 ebenda) war ein deutscher Kupferstecher und Maler.
Georg Adam war ein Schüler des Nürnberger Kupferstechers Abraham Wolfgang Küfner, bei dem er im Radieren und Stechen ausgebildet wurde. Er hielt in den folgenden Jahren engen Kontakt zu den führenden Landschaftsmalern in München und verbesserte seine malerischen Fähigkeiten. Er unternahm mehrere Reisen nach Tirol und in das Salzkammergut. Seine bevorzugten Motive waren Landschaften, Gebäude und Stadtansichten. Neben Malereien, Aquarellen und Zeichnungen erstellte er ausgezeichnete Radierungen auf der Basis eigener Vorlagen, gelegentlich auch nach Vorlagen von Johann Christoph Erhard. Nur wenige Künstler haben eine so große Anzahl von Radierungen hinterlassen. Die meisten seiner Radierungen und Stiche erschienen im Verlag Friedrich Campe.